# The World Standard
『The World Standard』(ザ・ワールド・スタンダード)は、わーすたの1枚目 のアルバム。2016年5月4日にiDOL Streetから発売された。

## 概要
「CD+Blu-ray+DVD+スマプラ盤」、「CD+スマプラ盤」、「CD+Blu-ray+DVD+スマプラ+PlugAir盤」(Loppi・HMV初回生産限定盤)の3形態で発売。
わーすたの1stアルバムであり、同時にわーすたのメジャーデビュー作品である。
「CD+Blu-ray+DVD+スマプラ盤」および「CD+Blu-ray+DVD+スマプラ+PlugAir盤」はオリジナル組立ドールハウスジャケット仕様となっている。また、Blu-rayとDVDには2016年2月28日にCLUB QUATTROで行われた初のワンマンライブ『The World Standard』の模様と「うるとらみらくるくるふぁいなるアルティメットチョコびーむ」と「いぬねこ。青春真っ盛り」のMusic Videoが収録されている(内容はBlu-rayとDVDで同じ)。また、スマプラムービーのPINコードが封入されていて、Blu-rayやDVDの映像をスマートフォンにダウンロードすることが可能である。配信サイトでは「うるとらみらくるくるふぁいなるアルティメットチョコびーむ」と「いぬねこ。青春真っ盛り」のMusic Videoのみが販売されているので、ワンマンライブの模様をスマートフォンだけで見るにはこのスマプラムービーが唯一の方法となる。スマプラムービーのPINコードの有効期限は2018年5月4日である。
「CD+Blu-ray+DVD+スマプラ+PlugAir盤」に入っているPlugAirは、スマートフォンでコンテンツをストリーミング再生するためのキーとなる道具で、専用アプリをインストールした状態のスマートフォンに挿入してアプリに情報を記録させて使用する。ストリーミング再生できるコンテンツはYouTubeで配信されている「わ→Tube」、「わ→Tube2」のディレクターズカットと、2016年3月29日に新宿BLAZEで行われたわーすた結成1周年 定期ライブ『わーすたランド わ-1』の模様であった。当初は特に期限は明記されていなかったが、その後2017年12月31日をもってPlugAirのサービス自体が終了することが発表され、2018年1月1日からは専用アプリを起動してもコンテンツを再生できなくなった(キャッシュとして保存していたコンテンツも再生できない)。ただ、わーすた結成1周年 定期ライブ『わーすたランド わ-1』の模様だけはPlugAirのサービスが終了後も見られるように特別にプレイパスのプレイパスコードが専用アプリ上で配布され、2017年12月31日までに確認しておけば、プレイパスのアプリ経由でダウンロードし引き続き見られることができるようになった。プレイパスのプレイパスコードの有効期限は2018年12月31日である。
CDの収録曲は2015年10月5日からイベント会場限定で販売された「いぬねこ。青春真っ盛り」のミュージック・カードに収録されていた6曲のうち「Overture」を除く5曲と、本作が発売されるまでにライブで披露されていた5曲の計10曲が収録されている。なお、「CD+スマプラ盤」にのみ収録されている「いまはむかし」は発表以来一度もライブでは披露されなかったが、2020年3月28日に渋谷公会堂で行われた『The World Standard 〜わーすた 5さいになりました!〜』で無観客ながら初披露された。
Blu-ray、DVDに収録されているワンマンライブでは、わーすたがストリート生だった頃に歌っていた曲もわーすたメンバーのバージョンで多数披露されている。それらの曲の多くが今までメジャーで流通したことのない曲であり、本作で初めてメジャーで流通することになった。

## 収録曲

### CD
全作詞：鈴木まなか
1. うるとらみらくるくるふぁいなるアルティメットチョコびーむ
作曲：鈴木まなか・Hiroki Sagawa、編曲：Hiroki Sagawa
  - 2016年2月28日にCLUB QUATTROで行われた初のワンマンライブ『The World Standard』のアンコールで初披露。
  - ライブ終了後、会場で本作のMusic Videoが公開され、同時にYouTubeで配信開始。
2. Doki Doki♡today
作曲・編曲：鈴木まなか・Carlos K.
  - ミュージック・カード収録曲
  - 2015年4月29日にNHKホールで行われた『iDOL Street Carnival 2015 〜GOLDEN PARADE!!!!!〜』で初披露。
3. ワンダフル・ワールド
作曲：鈴木まなか・福田智、編曲：TAKAROT
  - 2015年10月5日にAKIBAカルチャーズ劇場で行われた初の定期公演『ワンダフル・ワールド』で初披露[3]。
4. 好きな人とか居ますか
作曲：鈴木まなか・Hiroki Sagawa・サイトウリョースケ、編曲：Hiroki Sagawa
  - 廣川・三品のユニット曲
  - 2016年2月28日にCLUB QUATTROで行われた初のワンマンライブ『The World Standard』で初披露。
5. Zili Zili Love
作曲・編曲：鈴木まなか・大木嵩雄
  - ミュージック・カード収録曲
  - 2015年7月24日にAKIBAカルチャーズ劇場行われた『デビュー直前アイドル5組新人公演2015〜真夏のシンデレラたち〜』で初披露[4]。
6. らんらん・時代
作曲：鈴木まなか・Hiroki Sagawa・サイトウリョースケ、編曲：鈴木まなか・Hiroki Sagawa
  - ミュージック・カード収録曲
  - 2015年4月29日にNHKホールで行われた『iDOL Street Carnival 2015 〜GOLDEN PARADE!!!!!〜』で初披露。
7. にこにこハンブンコ
作曲：鈴木まなか、編曲：Hiroki Sagawa・サイトウリョースケ
  - 坂元・松田・小玉のユニット曲
  - 2016年2月28日にCLUB QUATTROで行われた初のワンマンライブ『The World Standard』で初披露。
8. スイカ割り
作曲：鈴木まなか・Carlos K.、編曲：Carlos K.
  - 2016年3月29日に新宿BLAZEで行われたわーすた結成1周年記念&定期ライブ『わーすたランド わ-1』で初披露。
9. ちいさな ちいさな
作曲：鈴木まなか・Hiroki Sagawa・サイトウリョースケ、編曲：鈴木まなか・Hiroki Sagawa
  - ミュージック・カード収録曲
  - 2015年4月29日にNHKホールで行われた『iDOL Street Carnival 2015 〜GOLDEN PARADE!!!!!〜』で初披露。
10. いぬねこ。青春真っ盛り
作曲：鈴木まなか・Hiroki Sagawa・サイトウリョースケ、編曲：鈴木まなか・Hiroki Sagawa
  - ミュージック・カード収録曲
  - 2015年6月20日にTOKYO DOME CITY HALLで行われた『SUPER☆GiRLS LIVE 2015 5th Anniversary TOUR 〜SUPER☆CASTLE〜』のオープニングアクトとして出演したときに初披露。
11. いまはむかし
作曲：鈴木まなか・宇佐美宏、編曲：宇佐美宏
  - 「CD+スマプラ盤」のみ収録
  - 2020年3月28日に渋谷公会堂で行われた『The World Standard 〜わーすた 5さいになりました!〜』で無観客で初披露された。

### Blu-ray Disc・DVD
※CD未収録の曲については解説を付け加えている。
The World Standard @SHIBUYA CLUB QUATTRO 2016.02.28
1. Overture
作詞・作曲・編曲：鈴木まなか
  - ミュージック・カード収録曲
  - iDOL Streetのアルバムでは最初にOverture(出囃子)を置くことが慣例となっているが、本作はその慣例を破りOvertureをCDに収録しなかった。
2. ワンダフル・ワールド
3. Doki Doki♡today
4. ☆恋してYES! 〜これが私のアイドル道!〜
作詞：みきとP・わーすた、作曲・編曲：みきとP
  - メジャー初流通(但し、YouTubeで動画が配信されている)
  - iDOL Streetの自己紹介ソング。歌うグループのメンバーによって歌詞が変わる。
  - ストリート生だけでなくメジャーのグループもiDOL Street Carnivalで歌うことがある。
5. キラキラ☆ホリデー
作詞：栗本佳那・BOUNCEBACK、作曲：栗本修、編曲：宇田川生
  - メジャー初流通
  - ストリート生2期生(Cheeky Paradeの渡辺、関根、島崎、鈴木友梨耶、溝呂木、山本、永井、鈴木真梨耶が該当する)の曲で、その後、各地区のストリート生がライブで歌っているほか、たまにではあるがCheeky Paradeもライブで歌うことがある。なお、坂元は2期(追加)のためストリート生に加入した時には既に歌われていた。
6. にこにこハンブンコ
7. あこがれストリート
作詞：森月キャス、作曲：前田一成、編曲：宇田川生
  - メジャー初流通
  - 新メンバー(坂元とCheeky Paradeの小鷹狩が該当する)追加後のストリート生2期生の曲で、その後、各地区のストリート生がライブで歌っているほか、たまにではあるがCheeky Paradeもライブで歌うことがある。
8. Peace! Smile Girl
作詞：BOUNCEBACK、作曲：夏海、編曲：BLUE☆BiRDS
  - メジャー初流通
  - この曲も新メンバー追加後のストリート生2期生の曲で、その後、各地区のストリート生がライブで歌っているほか、たまにではあるがCheeky Paradeもライブで歌うことがある。
9. PAPAPAパステルカラー
作詞・作曲・編曲：emon
  - メジャー初流通
  - 小玉がストリート生の頃に所属していたサッポロ Snow♥Loveitsの曲。なお、SUPER☆GiRLSの木戸口もサッポロ Snow♥Loveits出身で当時この曲を歌っていた。
  - 1番のみ歌われている
10. キス Kiss スキっ!
作詞：Mikey・小田桐ゆうき、作曲・編曲：小田桐ゆうき
  - メジャー初流通
  - SENDAI Twinkle☆moonの曲
  - 2番のサビと大サビが歌われている
11. YOU & IDOL
作詞・作曲・編曲：emon
  - メジャー初流通
  - TOKYO TORiTSU これで委員会(現在のトーキョー夢ぴよ組)の曲。SUPER☆GiRLSの浅川と内村はTOKYO TORiTSU これで委員会出身で当時この曲を歌っていた。また、木戸口と阿部もトーキョー夢ぴよ組出身で当時この曲を歌っていた。
  - TOKYO TORiTSU これで委員会は当時AKIBAカルチャーズ劇場で定期公演を毎週行っていて、その様子が生配信され、終演後2週間はタイムシフト視聴が出来たこともあり、この曲はメジャーで流通していないのもかかわらずiDOL Streetのファンの間では有名で、現在もライブでは定番の曲となっている。
  - 1番のみ歌われている
12. MY ファイティン
作詞・作曲：鈴木まなか、編曲：Carlos K.
  - メジャー初流通
  - 三品がストリート生の頃に所属していたNAGOYA Chubu(現在のなごやちゅ〜ぶ♥)の曲。なお、SUPER☆GiRLSの尾澤と長尾もストリート生の頃にこの曲を歌っている。
  - 1番と大サビが歌われている
13. 青春ジェットコースタ→
作詞・作曲・編曲：キャプテンミライ
  - メジャー初流通
  - 坂元と松田がストリート生の頃に所属していた大阪 DAIZY7(現在のOSAKA ラピラーズ)の曲。
  - 1番のみ歌われている
14. アイ♡ウォンチュー
作詞・作曲：鈴木まなか、編曲：SigN・友永香鈴
  - メジャー初流通
  - 廣川がストリート生の頃に所属していたFUKUOKA はかたみにょん★(現在のFUKUOKA はかたみにょんsweet★)の曲。
  - 1番と大サビが歌われている
15. いぬねこ。青春真っ盛り
16. 好きな人とか居ますか
17. Zili Zili Love
  - 間奏にダンスパートが入っている
18. らんらん・時代
  - 間奏にダンスパートが入っている
19. きっと For You!
作詞・作曲・編曲：SigN
  - w-Street NAGOYA(後のNAGOYA Chubu、現在のなごやちゅ〜ぶ♥)の曲で、三品もストリート生の頃に歌っていた。SUPER☆GiRLSの尾澤と長尾もストリート生の頃にこの曲を歌っている。
  - w-Street NAGOYAにはかつてGEMの伊藤、小栗、武田も所属していた。GEM結成後もGEMのライブで歌われ続け、GEMの1stアルバム『Girls Entertainment Mixture』にこの曲が収録されている。
20. 黄昏バイシクル
作詞：吉田真理・児玉雨子、作曲・編曲：稲毛謙介
  - メジャー初流通
  - 廣川がストリート生の頃に所属していたFUKUOKA はかたみにょん★(現在のFUKUOKA はかたみにょんsweet★)の曲。
21. 僕だけのサンシャイン
作詞・作曲：鈴木まなか、編曲：Carlos K.
  - メジャー初流通
  - 坂元と松田がストリート生の頃に所属していた大阪 DAIZY7(現在のOSAKA ラピラーズ)の曲。
22. キミ恋てれぱしー
作詞・作曲・編曲：みきとP
  - メジャー初流通
  - Cheeky Paradeに選ばれなかったストリート生2期生(坂元が該当する)の曲で、その後、各地区のストリート生がライブで歌っている。ただ、Cheeky Paradeに選ばれなかったストリート生2期生はw-Streetに集中していたため、w-Street OSAKA(後の大阪 DAIZY7、現在のOSAKA ラピラーズ)が歌うことが比較的多い。
  - GEMがメジャーデビューするまではGEMがこの曲をライブでよく歌っていた。
23. ちいさな ちいさな
24. うるとらみらくるくるふぁいなるアルティメットチョコびーむ
25. いぬねこ。青春真っ盛り

Music Video
1. うるとらみらくるくるふぁいなるアルティメットチョコびーむ <Music Video>
2. いぬねこ。青春真っ盛り <Music Video>

### PlugAir
※CD・Blu-ray Disc・DVD未収録の曲については解説を付け加えている。
わーすたスペシャルコンテンツ（未公開映像）
1. 『わ→Tube』 Director's Cut 前編・中編・後編
2. 『わ→Tube 2』 Director's Cut 前編・後編

わーすた結成1周年 定期ライブ 「わーすたランド わ-1」 @新宿BLAZE 2016.3.29 前編・中編・後編
1. Overture
2. ちいさな ちいさな
3. Doki Doki♡today
4. らんらん・時代
  - 上記3曲は2015年4月29日にNHKホールで行われた「iDOL Street Carnival 2015 〜GOLDEN PARADE!!!!!〜」でわーすたが初披露されたときの曲として、当時の曲順のまま披露された。
5. Zili Zili Love
6. 好きな人とか居ますか
7. にこにこハンブンコ
8. 絶対!Love Magic
作詞：カワサキカナ、作曲：平賀伸明、編曲：宇田川生
  - ストリート生2期生(Cheeky Paradeの渡辺、関根、島崎、鈴木友梨耶、溝呂木、山本、永井、鈴木真梨耶が該当する)の曲で、その後、各地区のストリート生がライブで歌っているほか、たまにではあるがCheeky Paradeもライブで歌うことがある。なお、坂元は2期(追加)のためストリート生に加入した時には既に歌われていた。Cheeky Paradeの2ndシングル『C.P.U !?』のローソン・HMV限定盤にZK Remixが収録されている。
  - 過去にストリート生になったことのあるメンバーは、比較的短期間で卒業してしまったメンバーも含めて全員がこの曲をライブで披露していて、iDOL Streetの象徴的な曲となっている[注 6]。
9. ☆恋してYES! 〜これが私のアイドル道!〜
  - 他己紹介ヴァージョン
10. スイカ割り
11. ワンダフル・ワールド
12. いぬねこ。青春真っ盛り
13. うるとらみらくるくるふぁいなるアルティメットチョコびーむ
14. いぬねこ。青春真っ盛り
  - アンコール

## 音楽配信

### 先行配信
| 配信日        | 曲名                                                                                   | 配信サービス | 備考  |
| ------------- | -------------------------------------------------------------------------------------- | ------------ | ----- |
| 2016年4月5日  | いぬねこ。青春真っ盛り Doki Doki♡today らんらん・時代 Zili Zili Love ちいさな ちいさな | AWA          | [ 5 ] |
| 2016年4月21日 | うるとらみらくるくるふぁいなるアルティメットチョコびーむ                               | dwango.jp    | [ 6 ] |

### 本配信
どのサービスも「CD+スマプラ盤」のCDに収録されている11曲が配信されている。

## イベント
発売日以降に集中しているが、それまではライブ等のイベント会場で特典会を行っていた。
| 日程          | 公演名                                         | 会場                             | 備考                                     |
| ------------- | ---------------------------------------------- | -------------------------------- | ---------------------------------------- |
| 2016年5月3日  | HMV限定イベント ★わーすた HMV 凱旋 Plugツアー★ | HMVエソラ池袋                    | イベント内容は公式HP参照。               |
| 2016年5月4日  | HMV限定イベント ★わーすた HMV 凱旋 Plugツアー★ | HMV&BOOKS TOKYO                  | イベント内容は公式HP参照。               |
| 2016年5月14日 | HMV限定イベント ★わーすた HMV 凱旋 Plugツアー★ | HMV三宮VIVRE                     | イベント内容は公式HP参照。               |
| 2016年5月14日 | HMV限定イベント ★わーすた HMV 凱旋 Plugツアー★ | HMV広島本通                      | イベント内容は公式HP参照。               |
| 2016年5月15日 | HMV限定イベント ★わーすた HMV 凱旋 Plugツアー★ | HMV&BOOKS博多マルイ              | イベント内容は公式HP参照。               |
| 2016年5月21日 | HMV限定イベント ★わーすた HMV 凱旋 Plugツアー★ | HMV栄                            | イベント内容は公式HP参照。               |
| 2016年5月28日 | HMV限定イベント ★わーすた HMV 凱旋 Plugツアー★ | HMVステラプレイス                | イベント内容は公式HP参照。               |
| 2016年5月6日  | 購入者様対象・特典会                           | ららぽーと豊洲                   | 2回公演。ミニライブ+グループ別握手会。   |
| 2016年5月7日  | 購入者様対象・特典会                           | HMV&BOOKS TOKYO                  | ミニライブ+グループ別握手会              |
| 2016年5月29日 | mu-moショップ購入者限定イベント                | ベルエポック美容専門学校第二校舎 | 個別握手会、個別撮影会、グループ撮影会。 |